# Aníbal Cruz Díaz

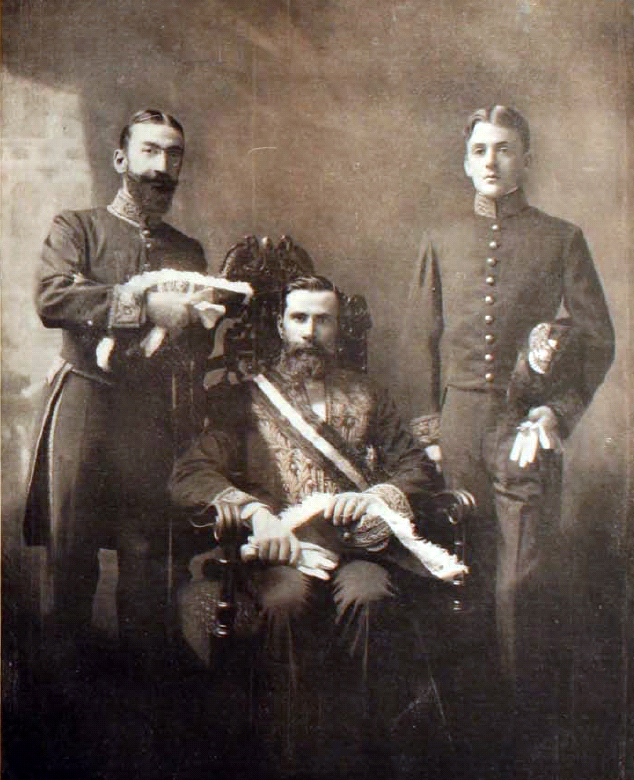
Aníbal Cruz Díaz (sentado) y sus secretarios durante la misión diplomática en Estados Unidos (Imagen de revista Zig-Zag de 1908).

Aníbal Cruz Díaz (f. Estados Unidos, 1911) fue un político del Partido Nacional chileno. Diputado, Ministro de Guerra y Marina y embajador en los Estados Unidos.

## Biografía
Estudió en el Colegio de los Sagrados Corazones de Santiago y en la Facultad de Derecho de la Universidad de Chile. Juró como abogado el 22 de diciembre de 1884. Fue profesor de derecho administrativo en la su alma mater.
Ministro de Guerra y Marina desde el 10 de enero al 12 de abril de 1904. Encargado de negocios de la misión diplomática chilena en Estados Unidos en 1893 y luego Ministro Plenipotenciario en los Estados Unidos en 1907.
Diputado por Concepción, Talcahuano, Lautaro y Coelemu desde 1903 a 1906. Integró y presidió la Comisión de Elecciones. Diputado por Limache y Quillota para el período 1906 a 1909. Integró la Comisión de Relaciones Exteriores y la de Guerra y Marina.
Aníbal Cruz Díaz falleció en Estados Unidos en 1911.